# Episodi di 10 cose che odio di te
La prima ed unica stagione della sitcom 10 cose che odio di te è stata trasmessa negli Stati Uniti su ABC Family in due parti, entrambe composte da dieci episodi: la prima è andata in onda dal 7 luglio all'8 settembre 2009, mentre la seconda è andata dal 29 marzo al 24 maggio 2010.
In Italia la prima parte è stata trasmessa in prima visione sul canale a pagamento Mya dal 16 gennaio al 20 marzo 2010, mentre la seconda dal 7 luglio all'8 settembre dello stesso anno. La serie ha debuttato su MTV il 16 aprile 2010.
| nº | Titolo originale                            | Titolo italiano                      | Prima TV USA      | Prima TV Italia   |
| -- | ------------------------------------------- | ------------------------------------ | ----------------- | ----------------- |
| 1  | Pilot                                       | Popolarità a tutti i costi           | 7 luglio 2009     | 16 gennaio 2010   |
| 2  | I Want You to Want Me                       | Voglio che tu mi voglia              | 14 luglio 2009    | 23 gennaio 2010   |
| 3  | Won't Get Fooled Again                      | Non sono un cactus                   | 21 luglio 2009    | 30 gennaio 2010   |
| 4  | Don't Give a Damn About My Bad Reputation   | Basta che se ne sparli               | 28 luglio 2009    | 6 febbraio 2010   |
| 5  | Don't Give Up                               | Vietato arrendersi                   | 4 agosto 2009     | 13 febbraio 2010  |
| 6  | You Can't Always Get What You Want          | Non si può avere tutto               | 11 agosto 2009    | 20 febbraio 2010  |
| 7  | Light My Fire                               | L'incendio                           | 18 agosto 2009    | 27 febbraio 2010  |
| 8  | Dance Little Sister                         | Balla, sorellina                     | 25 agosto 2009    | 6 marzo 2010      |
| 9  | (You Gotta) Fight for Your Right (to Party) | La festa                             | 1º settembre 2009 | 13 marzo 2010     |
| 10 | Don't Leave Me This Way                     | La rivoluzione di Kat                | 8 settembre 2009  | 20 marzo 2010     |
| 11 | Da Repercussions                            | Ripercussioni                        | 29 marzo 2010     | 7 luglio 2010     |
| 12 | Don't Trust Me                              | Non fidarti di me                    | 5 aprile 2010     | 14 luglio 2010    |
| 13 | Great Expectations                          | Grandi speranze                      | 12 aprile 2010    | 21 luglio 2010    |
| 14 | Meat Is Murder                              | Abbasso la carne                     | 19 aprile 2010    | 28 luglio 2010    |
| 15 | The Winner Takes It All                     | Sfida all'ultimo applauso            | 26 aprile 2010    | 4 agosto 2010     |
| 16 | Too Much Information                        | Il mistero dei dolcetti scomparsi    | 3 maggio 2010     | 11 agosto 2010    |
| 17 | Just One Kiss                               | Solo un bacio                        | 10 maggio 2010    | 18 agosto 2010    |
| 18 | Changes                                     | Cambiamenti                          | 17 maggio 2010    | 25 agosto 2010    |
| 19 | Ain't No Mountain High Enough               | Non esistono ostacoli insormontabili | 24 maggio 2010    | 1º settembre 2010 |
| 20 | Revolution                                  | Le elezioni                          | 24 maggio 2010    | 8 settembre 2010  |

## Popolarità a tutti i costi
- Titolo originale: Pilot
- Diretto da: Gil Junger
- Scritto da: Carter Covington

### Trama
Bianca e Katherine Stratford sono due sorelle trasferitesi da poco in California assieme al padre, il ginecologo Walter. Bianca è molto superficiale e usa tutte le sue forze per diventare popolare, conoscendo e facendosi amica la capo cheerleader più odiosa e tiranna della scuola, Chastity. Katherine, detta Kat, invece è presa dai problemi del mondo e si fa subito odiare dalla capo cheerleader e notare dal tenebroso Patrick Verona; fa anche conoscenza con Mandella. Cameron, un ragazzo alquanto sfigato, per fare colpo su Bianca, della quale si è innamorato a prima vista, organizza una festa a casa sua. Bianca costringe Kat ad accompagnarla alla festa, dove incontra Chastity e il suo bel ragazzo Joey. Per errore finisce con lui nello sgabuzzino e Chastity è pronta a fargliela pagare. Kat, sempre più decisa ad odiare la perfida Chastity, decide di occuparsi dell'annuario, e ricatta la ragazza dicendole che se non prende Bianca nella squadra di cheerleeder pubblicherà le sue foto peggiori. Messa alle strette l'ammette in squadra come mascotte.

## Voglio che tu mi voglia
- Titolo originale: I Want You to Want Me
- Diretto da: Gil Junger
- Scritto da: Carter Covington

### Trama
Bianca ora fa parte della squadra di cheerleeder e per fare una buona impressione su Chastity propone di organizzare una raccolta fondi: verranno venduti dei fiori. Chastity si occupa della raccolta e invidiosa del fatto che Bianca abbia ricevuto due fiori, di cui uno dal suo ragazzo, nasconde i suoi biglietti e non le fa recapitare niente. Perfino Kat ha ricevuto un fiore da un tipo un po' strano che si intrufola nel bagno delle ragazze ed ha preso una cotta per lei; un giorno trovandolo con un occhio nero pensa sia stato Patrick a picchiarlo mentre invece è stata Mandella. Cameron rivela a Bianca che le ha preso un fiore e lei capisce che Chastity l'ha ingannata, ma non avendo il coraggio di dirlo pubblicamente accusa un'altra cheerleader che viene cacciata dalla squadra.

## Non sono un Cactus
- Titolo originale: Won't Get Fooled Again
- Diretto da: Gil Junger
- Scritto da: Barry Safchik, Michael Platt

### Trama
Il padre Walter, protettivo come sempre, afferma che Bianca è il suo fiorellino e Kat il suo affidabile cactus. Kat viene invitata ad un concerto vietato agli under 21 da Patrick dal momento che hanno lo stesso gruppo preferito mentre Bianca decide di andare ad una festa con Cameron sebbene sia in punizione. Kat decide di farsi fare un documento falso per poter entrare; la sera Patrick provoca Kat in tutti i modi, ma mentre sta per baciarla Bianca, che ha bisogno di un passaggio, la chiama, interrompendoli. A casa il padre scopre della fuga della figlia minore e anche Kat, stufa di essere considerata un cactus, gli confessa tutto riguardo al documento falso e, anche lei, viene messa in punizione.

## Basta che se ne sparli
- Titolo originale: Don't Give a Damn About My Bad Reputation
- Diretto da: Gil Junger
- Scritto da: Erin Ehrlich

### Trama
Per attirare l'attenzione su di lei Bianca mette in giro la voce di uscire con un ragazzo molto più grande di lei; per essere sicura che tutti lo vengano a sapere lo racconta a Chastity chiedendole di non dirlo a nessuno. Kat e Patrick litigano a scuola e la preside li mette entrambi in punizione. Vedendoli insieme Chastity pensa che Bianca si stia vedendo con il professor Ross e lo dice a tutta la scuola. Quando la notizia arriva alle orecchie della preside Bianca è costretta a confessare che era solo una bugia.

## Vietato arrendersi
- Titolo originale: Don't Give Up
- Diretto da: Paul Traill
- Scritto da: Lauren Iungerich

### Trama
Bianca pensa che Cameron sia gay e lui non sa come farle cambiare idea; nel frattempo una delle cheerleader si fa male e Bianca spera di riuscire ad entrare in squadra al posto suo, Chastity le dice che per entrare dovrà far prendere una B a Joey nel progetto di scienze. Kat invece decide di convertire la sua auto in una più ecologica e in officina incontra Patrick che assieme ai suoi amici scommette sulla sua incapacità meccanica. Bianca e Joey passano del tempo insieme e diventano grandi amici suscitando la gelosia di Cameron. Kat con l'aiuto del padre riesce a vincere la scommessa e Bianca entra nella squadra di cheerleader.

## Non si può avere tutto
- Titolo originale: You Can't Always Get What You Want
- Diretto da: Gil Junger
- Scritto da: Jon Ross

### Trama
Kat non si trova d'accordo con una professoressa che dà a tutti delle A e si decide a parlarne; il risultato però sarà solo l'abbassarsi del suo voto ed una litigata con Mandella, alla fine si rende conto del suo egocentrismo e fa pace con l'amica. Bianca invece per guadagnare un po' di soldi decide di realizzare assieme ad un'amica, Dawn, un web show, ma si accorge che ai ragazzi interessa solo una cosa e quando il padre la scopre mentre sta baciando l'amica decide che è giunta l'ora di chiudere il sito.

## L'incendio
- Titolo originale: Light My Fire
- Diretto da: Rodman Flender
- Scritto da: Stefanie Leder

### Trama
Una sera Patrick si intrufola in camera di Kat dicendole che deve dirle una cosa, ma i due vengono interrotti prima da Bianca e poi dal padre che le fa evacuare la casa a causa di un incendio. Si recano a scuola assieme a tutti gli altri evacuati e qui Walter incontra una donna con la quale fa conoscenza. Bianca si rende conto dell'egoismo di Chastity e le dice in faccia tutto quello che pensa di lei, ma alla fine fanno pace e diventano amiche. Patrick si decide a baciare Kat, ma lei crede che lui la ritenga un tipo facile e se ne va.

## Balla, sorellina
- Titolo originale: Dance Little Sister
- Diretto da: Gil Junger
- Scritto da: Barry Safchik, Michael Platt

### Trama
Bianca viene invitata al ballo d'autunno da Bob, il ragazzo più bello della scuola, ma, a causa di una decisione del padre, non potrà avere un appuntamento prima della sorella; così chiede a Patrick di invitare Kat e lui accetta. Joey, diventato amico di Bianca, si raccomanda con Bob di trattarla bene, ma questi non sembra ben intenzionato ed infatti le dà buca. Bianca viene salvata come sempre da Cameron che si propone per accompagnarla, ma quando lei scopre che il ritardo di Bob è causa sua si infuria e se ne va con lui. Nel frattempo Patrick viene arrestato perché è nel posto sbagliato al momento sbagliato e Kat pensa di essere stata abbandonata.

## La festa
- Titolo originale: (You Gotta) Fight for Your Right (To Party)
- Diretto da: Henry Chan
- Scritto da: Erin Ehrlich

### Trama
Walter deve recarsi fuori città per un congresso e le figlie hanno per la prima volta la casa tutta per loro; Bianca, senza il consenso di Kat organizza una festa. Kat litiga con Patrick a causa di quello che è successo al ballo e anche con Bianca, lasciandole la responsabilità della festa; decide di divertirsi e si ubriaca. Joey provoca una rissa perché Chastity sta flirtando con un ragazzo del college, mentre Cameron per trovare il coraggio di scusarsi con Bianca si ingozza di cocomero alla vodka; quando finalmente si decide a dichiararsi lei gli dice che non prova lo stesso sentimento. Finita la festa si bacia invece con Joey, ma entrambi fanno finta che non sia successo. Tornato il padre scoprono che con una telecamera ha registrato tutto e vengono messe in punizione.

## La rivoluzione di Kat
- Titolo originale: Don't Leave Me This Way
- Diretto da: Gil Junger
- Scritto da: Carter Covington, Robin Schiff

### Trama
Chastity decide di far entrare Bianca nella squadra di cheerleader, Kat invece combatte contro il sistema che ha fatto installare dei metal detector all'ingresso della scuola e li obbliga ad indossare delle nuove uniformi; organizza così una protesta. Joey e Chastity si sono lasciati e lui chiede a Bianca di uscire insieme e i due si baciano di nuovo: sia Chastity che Cameron li scoprono. Durante la protesta nonostante le suppliche del padre Kat si fa sospendere seguendo l'esempio di Patrick e se ne va con lui.

## Ripercussioni
- Titolo originale: Da Reprecussions
- Diretto da: Henry Chan
- Scritto da: Erin Ehrlick

### Trama
Dopo l'entusiasmo iniziale Kat teme la reazione del padre alla sua sospensione: per punizione dovrà ritinteggiare il soggiorno. Bianca nel frattempo deve aiutare Chastity a scoprire chi è lo "stuzzicadenti biondo" che ha baciato il suo ex ragazzo, per farlo ha bisogno della telecamera di videosorveglianza. Cameron, l'unico in possesso delle chiavi del circolo audiovisivo dove questa è custodita, cancella il video per fare il suo ultimo favore a Bianca, infatti è molto arrabbiato dopo aver saputo che ora lei e Joey stanno insieme. Kat, andata a scuola per fare un compito, viene sorpresa dalla preside, ma il padre la difende sebbene sia arrabbiato con lei. Infine Bianca rivela a Chastity di essere lei la ragazza in questione e lei si infuria.

## Non fidarti di me
- Titolo originale: Don't Trust Me
- Diretto da: Gil Junger
- Scritto da: Carter Covington, Robin Schiff

### Trama
Walter non si fida di Patrick e per conoscerlo meglio propone a Kat di invitarlo a cena, ma lui si rifiuta; Bianca a scuola viene completamente ignorata da Chastity e dalle sue amiche e prevede una terribile vendetta; infatti lei per riammetterla vuole che lasci Joey. A Bianca però lui piace davvero e così sceglie di rimanerci insieme. Infine Kat e Patrick decidono di mettere in atto una messinscena per prendere in giro Walter. A scuola Kat scopre che Mandella è lesbica e la sua nuova ragazza è gelosa della loro amicizia. Alla fine alcune amiche si schierano dalla parte di Bianca ricordandosi della sua gentilezza nei momenti in cui ne hanno avuto bisogno.

## Grandi speranze
- Titolo originale: Great Expectations
- Diretto da: Phil Traill
- Scritto da: Stefanie Leder

### Trama
Sia Bianca che Kat hanno un appuntamento con i rispettivi ragazzi. La prima viene portata da Joey a cena a casa sua per farle assaggiare un piatto speciale preparato da lui, la seconda decide di andare in un ristorante dove servano sia carne che cibo vegetariano: i due infatti non sanno mettersi d'accordo sul menù. Nel frattempo Chastity si ritrova al cinema con Cameron e gli racconta i problemi della sua vita. La serata non finisce bene infatti quando Bianca confessa a Joey di essere ancora vergine lui cambia atteggiamento, mentre Kat e Patrick scappano dal ristorante senza pagare il conto e a lei questo non sta bene. Alla fine però tutte e due le coppie chiariscono e fanno pace.

## Abbasso la carne
- Titolo originale: Meat is Murder
- Diretto da: Gil Junger
- Scritto da: Ben Epstein, Graham Moore

### Trama
Bianca e la sua amica Don decidono di organizzare un incontro combinato tra Cameron e la sua anima gemella e per fare questo truccano e rivestono una compagna di scuola, Stacey, che ha davvero una cotta per lui; quando lo scopre però Cameron la prende male e si arrabbia con Bianca; nel frattempo Kat conosce William, detto Blanc, membro del consiglio studentesco, al quale spiega la sua teoria sull'utilità a livello ambientale del cibo vegetariano a scuola. Lui le consiglia le mosse giuste per far approvare la sua mozione e Patrick non vede di buon occhio la loro vicinanza. Blanc però fa il doppio gioco: l'aiuta solo per poter avere più punti per diventare presidente del consiglio studentesco. Bianca e Cameron si chiariscono e tornano amici e anche Kat e Patrick fanno pace dopo che lei ammette che lui aveva ragione.

## Sfida all'ultimo applauso
- Titolo originale: The Winner Takes It All
- Diretto da: Gil Junger
- Scritto da: Jordon Nardino

### Trama
A scuola sono tutti in fermento a causa di un Talent Show; il vincitore parteciperà ad una puntata di un telefilm famoso; Bianca e Chastity canteranno, Joey ballerà una danza russa mentre Cameron farà un numero di magia. Kat, pur di non far vincere la sorella si offre come assistente a Cameron, ma l'effetto della folla la blocca completamente. Bianca e Chastity invece, avendo scelto la stessa canzone, decidono di fare un duetto e la loro esibizione va alla grande. Ma alla fine chi partecipa al telefilm è Joey.

## Il mistero dei dolcetti scomparsi
- Titolo originale: Too Much Information
- Diretto da: John Putch
- Scritto da: Niki Schwartz-Wright

### Trama
Patrick chiede a Kat di dormire a casa sua e durante la notte scende in cucina come un sonnambulo e mangia tutti i dolcetti che Bianca ha preparato per le cheerleader. Joey invece decide di partecipare ad un programma televisivo che parla di modelli. Entrambi i ragazzi hanno un comportamento strano: Kat pensa che il primo abbia dei problemi con i genitori, mentre Bianca che sia stato il secondo a mangiare tutti i suoi dolcetti. Kat decide così di pedinare Patrick, con l'aiuto di Cameron, ma quando il ragazzo lo scopre le confessa che era dallo psicologo e se ne va arrabbiato. Bianca invece organizza una riunione per parlare di problemi alimentari, ma Joey pensa che sia lei a soffrirne. Alla fine però tutti si chiariscono.

## Solo un bacio
- Titolo originale: Just One Kiss
- Diretto da: Melanie Mayron
- Scritto da: Erin Ehrlick

### Trama
Bianca organizza un'uscita a 4 al cinema con Joey, Cameron e Dawn, mentre Kat si ritrova ad una mostra d'arte contemporanea assieme a Blanc che a fine serata le chiede un appuntamento, lei decide di accettare solo per fare un dispetto a Patrick. Durante la serata Cameron e Dawn sembrano due innamorati e si baciano; anche Kat e Blanc passano una bella serata, ma quando lui inizia a parlare di Patrick dicendo che non la merita lei lo difende e se ne va infuriata; Patrick aggredisce Blanc e gli dice di stare lontano dalla sua ragazza. Anche Walter ha un nuovo amore: la psicologa della scuola.

## Cambiamenti
- Titolo originale: Changes
- Diretto da: Gil Junger
- Scritto da: Stefanie Leder

### Trama
Le cose tra Kat e Patrick vanno bene e anche tra Dawn e Cameron; Bianca organizza una cena a cui sono invitati questi ultimi, Joey e Chastity; Cameron chiede a questa di invitare il suo amico Michael e lei accetta. Joey ha il provino per il programma sui modelli e Bianca è impaurita che lui si invaghisca di una modella; anche Walter ha un appuntamento con la consulente scolastica. Patrick e Kat decidono di fare l'amore, ma per un equivoco si mettono a litigare. Quando gli viene comunicato che Joey è stato preso Bianca gli confessa le sue paure e lui le dichiara il suo amore; anche Michael riesce a fare la sua dichiarazione a Cameron: è gay.

## Non esistono ostacoli insormontabili
- Titolo originale: Ain't No Mountain High Enough
- Diretto da: Henry Chan
- Scritto da: Carter Covington

### Trama
Bianca sente molto la mancanza di Joey e Kat per dimenticare Patrick ha intenzione di andare per 3 mesi in Nepal per seguire un progetto scolastico. Quando le due sorelle scoprono la relazione del padre con Darlene non la vedono di buon occhio, ma decidono lo stesso di invitare la nuova fidanzata a cena dove si ricrederanno sul suo conto, soprattutto Bianca instaura con lei un rapporto speciale. Patrick pur volendolo non riesce a fermare Kat e così lo fa Bianca che ha bisogno di lei per sopportare la situazione del padre e di Joey.

## Le elezioni
- Titolo originale: Revolution
- Diretto da: Gil Junger
- Scritto da: Robin Schiff

### Trama
Chastity decide di promuovere Bianca vicecapo delle cheerleader e pensa che per questo motivo due sue amiche siano in combutta per realizzare una rivoluzione; Kat invece si scontra con Blank per la sua entrata all'università Brown e decide di candidarsi presidente del consiglio studentesco. Chastity, Bianca e Dawn decidono di inscenare una finta lite in modo da scoprire qualcosa dalle altre, ma la decisione è di espellere Chastity dalla squadra e così anche Bianca e Dawn decidono di andarsene; ma il loro sacrificio è vano dal momento che Chastity si trasferisce in un'altra scuola pur di essere ancora capo cheerleader. Il discorso di Kat viene sostituito all'ultimo momento da una sostenitrice di Blank e solo Patrick è ancora dalla sua parte; perfino Bianca passa dei brutti momenti quando vede che al programma televisivo una modella bacia Joey. Kat e Patrick finalmente riescono a fare l'amore, ma il padre di lei li scopre.